# Irénée Hausherr
Irénée Hausherr, né le 7 juin 1891 à Eguisheim et décédé le 5 décembre 1978 à Colmar, est un prêtre jésuite français, professeur à l'Institut pontifical oriental pour la patristique et la Spiritualité de l'Orient chrétien. 

## Éléments biographiques
Irénée Hausherr entre dans la Compagnie de Jésus en 1909. Durant la première Guerre mondiale, il étudie la théologie à Gemert (Pays-Bas), Enghien (Belgique) et Paris.
Il a également étudié de nombreuses langues outre le latin et le grec: allemand et anglais, syriaque, arménien, arabe, russe et langues slaves. Le 15 juillet 1923, il est ordonné prêtre.
Après des études de philologie et de théologie, il enseigne à partir de 1927 à l'Institut oriental de Rome où, en 1934 il devient professeur de spiritualité chrétienne, et plus tard professeur de patristique.
Il est considéré comme le fondateur de l'étude de la spiritualité orientale en tant que discipline académique. Tomas Spidlik, qui lui a succédé, a poursuivi ses travaux.
Irénée Hausherr a publié de nombreux ouvrages et articles spécialisés qui joint à l'érudition une grande clarté d'exposition. Ses auteurs de prédilection sont Évagre le Pontique, Maxime le Confesseur et Syméon le Nouveau Théologien. Ses travaux sur la prière (en particulier dans le cadre de l'hésychasme, qu'il a contribué à faire connaître à l'occident), la direction spirituelle, le penthos (componction), la philautie et la contemplation, font aujourd'hui encore référence.

## Œuvres

### Livres
- Saint Théodore Studite. L'homme et l'ascète d'après ses Catéchèses, 1926.
- La Méthode d'oraison hésychaste, 1927.
- Un grand mystique byzantin: Vie de Syméon le Nouveau Théologien par Nicêtas Stéthatos. Texte grec et traduction française, 1928.
- Gregorii monachi Cyprii "De theoria sancta quae syriace interprétâta dicitur visio divina", 1937.
- Jean le Solitaire (Pseudo-Jean de Lycopolis), Dialogue sur l'âme et les passions des hommes. Traduit du syriaque, 1939.
- Penthos. La doctrine de la componction dans l'Orient chrétien, 1944.
- Philautie. De la tendresse pour soi à la charité selon Saint Maxime le Confesseur, 1952.
- Direction spirituelle en Orient autrefois, 1955.
- Noms du Christ et voies d'oraison, 1960.
- Les leçons d'un contemplatif. Le traité de l'Oraison d'Evagre le Pontique, 1960.
- Solitude et vie contemplative d'après l'Hésychasme, 1962.
- Prière de vie, vie de prière, 1965.
- Hésychasme et prière, 1966.
- Études de spiritualité orientale, 1969 (recueil d'articles).

### Articles
- Un pèlerin russe de la prière intérieure, 1926 (Or, Christ. VI, p. 174-176).
- "De erroribus Nestorianomm…" Retrouvé par le P. Castets, 1928 (Or. Christ. XI,  p. 5-36).
- Note sur l'inventeur de la méthode d'oraison hésychaste, 1930 (Or. Christ. XX, p. 179-182).
- Les versions syriaque et arménienne d'Evagre le Pontique, 1931 (Or, Christ. XX 11, p. 69 118),
- Un précurseur de la théorie scotiste sur la fin de l'Incarnation, 1932 (Recherches de Sciences Religieuses XXII, p. 310-320).
- Oraison funèbre de Basile I par son fils Léon VI le Sage, 1932 (Or. Christ. XXVI.  p. 5-79 ; avec A. Vogt).
- Par delà l'oraison pure grâce à une coquille. À propos d'un texte d'Evagre , 1932 (Rev. d'Asc. et de Myst. XIII, p. 184-188).
- Une énigme d'Evagre le Pontique. Centurie II. 50, 1933 (Recherches de Sciences Religieuses XXIII, p. 321-325).
- De doctrina spirituali Christianorum Orientalium. Quaestiones et scripta, 1933 (Or. Christ. XXX, p. 147-216).
- Contemplation et sainteté. Une remarquable mise au point par Philoxène de Mabboug, 1933 (Rev. d'Asc. et de Myst. XIV, p. 171-195).
- Le "De oratione" de Nil et d'Evagre, 1933 (Rev. d'Asc. et de Myst. XIV, p. 196-198).
- Le Traité de l'Oraison, d'Evagre le Pontique (Pseudo-Nil), 1934 (Rev. d'Asc. et de Myst. XV, p. 34-93, 113-170; réédité ibid. XXXV, 1959, p. 3-26, 121-146, 241-265, 361-385; en forme d'un livre; Les légendes d'un contemplatif, Paris, Beauchesne, 1960).
- Les grands courants de la spiritualité orientale, 1935 (OCP I, pp. 114-138).
- L'erreur fondamentale et la logique du Messalianisme, 1935 (OCP I, p. 328-360).
- Quanam aetate prodierit "Liber Graduum", 1935 (OCP I, p. 495-502).
- Ignorance infinie, 1936 (OCP II,  p. 351-302).
- Doutes au sujet du "Divin Denys", 1936 (OCP II, p. 484-490).
- À propos de spiritualité hésychaste : Controverse sans contradicteur, 1937 (OCP III, p. 260-272).
- Aphraate (Afrahat), 1937 (Dict de spiritualité I, col. 746-752).
- Barsanuphe, 1937 (Dict, de spiritualité I, col. 1255-1262).
- Biographies spirituelles. 2. Époque byzantine, 1937 (Dict. de Spir. I, col. 1634-1646).
- Aux origines de la mystique syrienne ; Grégoire de Chypre ou Jean de Lycopolis ?, 1938 (OCP IV, p. 497-520).
- Le Messalianisme, 1938 (Atti del XIX Congresso Internationale degli Orientalisti, Roma, p. 634-636).
- Le "De Oratione" d'Evagre le Pontiquc en syriaque et en arabe, 1939 (OCP V, p. 7-71).
- Nouveaux fragments grecs d'Evagre le Pontique, 1939 (OCP V, p. 229-233),
- Deux noms à ajouter à la liste épiscopale de Damas au neuvième siècle, 1939 (OCP V, pp, 525-526),
- Anaphora Syriaca Gregorii Nazianseni, 1940 (Anaphorae Syriacae, vol. I fasc. 2, p. 99-147, Roma).
- Eulogios . Loukios, 1940 (OCP VI, p. 216-220).
- La "Doctrina XXIV" de saint Dorothée, 1940 (OCP VI, pp, 220-221).
- Les Orientaux connaissent-ils les "nuits" de Saint Jean de la Croix ?, 1946 (OCP XII, p. 5-46).
- Le Métérikon de l'abbé Isaie, 1946 (OCP XII, pp, 286-301).
- Opus Dei, 1947 (OCP XIII, p. 195-218),
- Dogme et spiritualité orientale, 1947 (Rev. d'Asc. et de Myst, XXIII, p. 3-37).
- Un grand auteur spirituel retrouvé : Jean d'Apamée, 1948 (OCP XIV, p. 3-42).
- L'imitation de Jésus-Christ dans la spiritualité byzantine (Mélanges offerts au R.P.F. Cavallera, Toulouse, p. 231-259),
- Oriente cristiano. - III. Spiritualita, 1952 (Encicl, Catt IX, col, 320-322).
- Centuries, 1953 (Dict, de spir. II, col. 416-418).
- Chameunie, 1953 (Dict. de spir, II, col. 451-454).
- Contemplation chez les Grecs et autres orientaux chrétiens, 1953 (Dict. de spir. II, col. 1762-1872; sous le nom de J. Lemaitre).
- Le Pseudo-Denys est-il Pierre l'Ibérien ?, 1953 (OCP XIX, p. 247-260).
- Variations récentes dans les jugements sur la méthode d'oraison des hésychastes, 1953 (OCP XIX, p. 424-428).
- Les Exercices Spirituels de Saint Ignace et la méthode d'oraison hésychastique, 1954 (OCP XX, p. 7-26).
- Comment priaient les Pères ? 1956 (Rev. d'Asc. et de Myst XXXII, p. 33-58, 284-296).
- Nos raisons de prier, 1956 (Regina Mundi, pp. 10-17).
- L'hésychasme. Étude de spiritualité, 1956 (OCP XXII, p. 5-40, 247-285).
- Note sur l'auteur du Corpus Dionysiacum, 1956 (OCP XXIII, p. 384-385).
- Direction spirituelle en Orient autrefois, 1957 (Dict de spir, III, col. 1008-1060).
- Paul Evergétinos a-t-il connu Syméon le Nouveau Théologien, 1957 (OCP XXIII, p. 58-79),
- Spiritualité syrienne: Philoxène de Mabboug en version française, 1957 (OCP XXIII, p. 171 185).
- Abnégation, renoncement, mortification: trois épouvantails ... et un peu de lumière, 1957 (Regina Mundi, n. 6, pp. 2 -16).
- Spiritualité monacale et unité chrétienne, 1958 (Monachesimo orientale, Or. Chr. Analecta, 153, Borna 1958, p. 15-32).
- Le moine et l'amitié, 1958 (Message des moines à notre temps, Paris, p. 207-220).
- Abnégation, renoncement, mortification, 1959 (Christus XX, p. 182-194).
- Ignorance infinie ou science infinie ?, 1959 (OCP XXV, p. 44-52).
- I fondamenti teologici della vita religiosa, 1959 (Vita monastica XIII, p. 51-63).
- Korreferat ad P. Sherwood, Maximus und origenism, 1958 (Berichte zum XI. internationalen Byzantïnistenkongress, f, VII, München, p. 15-16).
- Την θεωριαν ταυτην. Un hapax eiréménon et ses conséquences (Regina Mundi, n. II, p. 10-17).
- De Chrysostome à Pseudo-Chrysostome ou de la liberté à l'unicité, 1960 (OCP XXVI, p. 182-187)
- Fundamentos teologicos de la vida religiosa, 1960 (Seminarios XII, p. 7-18).
- La théologie du monachisme chez saint Jean Climaque, 1960 (Théologie de la vie monastique, Paris, p. 385-410).
- La charité fraternelle, 1961 (Christus XXXI, p. 291-305).
- Selbstverleugnung, Entsagung, Abtötung, 1962 (Der Grosse Entschluss XHT, 1962, p. 196-199, 248-259).
- Die Bruderliebe, 1963 (Der Grosse Entschluss XVIII, p. 402-110).
- Les mystères du Rosaire, 1963 (Prière et Vie, p. 471-480).
- Vocation chrétienne et vocation monastique selon les Pères, 1963 (Laïcs et Vie Chrétienne Parfaite, Roma Herder, p. 33-115).
- Le fondements théologiques de la vie religieuse, 1963 (Vie des Communautés religieuses, p. 271-282).
- La prière perpétuelle du chrétien, 1965 (Laïcat et Sainteté, II. Sainteté et Vie dans le Siècle, Roma Herder, p. 111-166)